# Mark Linkous
Frederick Mark Linkous, född 9 september 1962 i Arlington, Virginia, död 6 mars 2010 i Knoxville, Tennessee, var en amerikansk rockmusiker, sångare, låtskrivare och musikproducent.
Linkous huvudsakliga projekt, Sparklehorse, bildades 1995 efter att hans tidigare band, Dancing Hoods, upplösts i slutet av 80-talet. De två första albumen, Vivadixiesubmarinetransmissionplot och Good Morning Spider, spelades nästan uteslutande in av Linkous ensam i hans hemstudio på hans gård i Virginia. Senare album innehöll mer kollaborativt material och var något mindre experimentella, men Linkous förblev den enda fasta medlemmen i Sparklehorse.
Linkous samarbetade även med artister som Tom Waits, PJ Harvey, Daniel Johnston, Radiohead, Black Francis, Julian Casablancas, Nina Persson, Sean Terrington Wright, David Lynch, Danger Mouse och Sage Francis.
De sista åren av sitt liv tillbringade Linkous i Hayesville, North Carolina, där han satte upp Static King Studio. Efter långvariga depressioner och missbruk av alkohol och droger begick han självmord 2010 i Knoxville, Tennessee.

## Diskografi

### Studioalbum
Med Dancing Hoods
- 12 Jealous Roses (1985)
- Hallelujah Anyway (1988)

Med Sparklehorse
- Vivadixiesubmarinetransmissionplot (1995)
- Good Morning Spider (1998)
- It's a Wonderful Life (2001)
- Dreamt for Light Years in the Belly of a Mountain (2006)
- Dark Night of the Soul (med Danger Mouse, 2009)

### EPs
- Dancing Hoods (med Dancing Hoods, 1984)
- Chords I've Known (1996)
- Distorted Ghost (2000)
- In the Fishtank 15 (med Fennesz, 2009)

### Samlingsalbum
- Chest Full of Dying Hawks ('95-'01) (2001)
- Stained Glass Tears ('95-'06) (2006)